# Districte de Swat
Swat (paixtu: سوات; urdú: سوات), conegut popularment com la vall de Swat, és un districte administratiu de la província de Khyber Pakhtunkhwa, al Pakistan. Deu el seu nom al riu Swat i a la seva vall, de la qual el districte constitueix la part d'aigües amunt. Es troba a 160 km d'Islamabad, la capital del país. La capital del districte és Saidu Sharif, encara que la ciutat més gran de la vall i principal centre comercial, és la propera ciutat de Mingora. Amb una població de 2.309.570 d'habitants segons el cens de 2017, Swat és el tercer districte més gran de Khyber Pakhtunkhwa. La regió està habitada en gran part pel poble paixtu, excepte en les parts més altes de la vall, on predomina el poble kohistaní. Zona d'altes muntanyes, boscos verds i llacs clars, és una regió de gran bellesa natural que és coneguda com la «Suïssa del Pakistan».
Swat va ser un dels principals centres del pensament budista primerenc com a part del regne de Gandhara, i avui està ple de ruïnes d'aquesta època. Swat va ser la llar dels últims budistes Gandharan, que van perdurar fins al segle xi, molt després que la major part de la zona s'hagués convertit a l'Islam Fins al 1969, va ser part de l'Estat Yusafzai de Swat, un estat principesc autogovernat dins de la província de la Frontera del Nord-oest. La regió va ser presa pels talibans pakistanesos a finals de 2007, que van imposat la xaria, fins que es va restablir el control pakistanès a mitjans de 2009.